# Liège-Bastogne-Liège espoirs
Liège-Bastogne-Liège espoirs est une course cycliste belge créée en 1986 qui se déroule fin avril ou début mai. Elle met aux prises uniquement des coureurs espoirs (moins de 23 ans). En 2007 l'épreuve faisait partie de l'UCI Coupe des Nations U23.
L'édition 2020 est annulée en raison de la pandémie de maladie à coronavirus,.

## Palmarès
| Année | Vainqueur            | Deuxième                 | Troisième            |
| ----- | -------------------- | ------------------------ | -------------------- |
| 1986  | Frans Maassen        | Yves Van Royen           | Carlos Malfait       |
| 1987  | Stephan Rakers       | Peter De Clercq          | Krist Brulez         |
| 1988  | Marcel Derix         | Rinus Ansems             | Thierry Bock (nl)    |
| 1989  | Philippe Mathy       | Ronny Thomas             | Patrick Philippaerts |
| 1990  | Sandro Bottelberghe  | Fabrice Naessens         | Georges Wattiaux     |
| 1991  | Pierre Herinne (nl)  | Jan Boven                | Léon van Bon         |
| 1992  | Laurent Eudeline     | Jan Boven                | Stéphane Cueff       |
| 1993  | Marc Janssens        | Leith Sherwin            | Léon van Bon         |
| 1994  | Franck Laurance      | Denis François           | Stig Guldbæk         |
| 1995  | Raivis Belohvoščiks  | Casper van der Meer (nl) | Gert Vanderaerden    |
| 1996  | Raivis Belohvoščiks  | Kristof Trouvé (nl)      | Kris Matthijs        |
| 1997  | Christian Poos       | Karsten Kroon            | Ondřej Sosenka       |
| 1998  | Frédéric Drillaud    | Nicolas Fritsch          | Gaël Moreau          |
| 1999  | Philippe Koehler     | Wesley Theunis           | Charles Wegelius     |
| 2000  | Jurgen Van Goolen    | Wim Van Huffel           | Grégory Faghel       |
| 2001  | Ruslan Gryshchenko   | Tom Boonen               | Andrey Kashechkin    |
| 2002  | Christophe Kern      | Mikhail Timochine        | Steven Caethoven     |
| 2003  | Johan Vansummeren    | Jurgen Van den Broeck    | Pieter Weening       |
| 2004  | Branislau Samoilau   | Mads Christensen         | Laurent Arn          |
| 2005  | Martin Pedersen      | Anders Lund              | Ruslan Sambris       |
| 2006  | Kai Reus             | Tom Stamsnijder          | Dmitry Kozontchuk    |
| 2007  | Grega Bole           | Anthony Roux             | Andrius Buividas     |
| 2008  | Jan Bakelants        | Romain Zingle            | Jan Ghyselinck       |
| 2009  | Rasmus Guldhammer    | Romain Zingle            | Dennis van Winden    |
| 2010  | Ramūnas Navardauskas | Niki Østergaard (en)     | Sebastian Lander     |
| 2011  | Tosh Van der Sande   | Romain Bardet            | Matthias Allegaert   |
| 2012  | Michael Valgren      | Ian Boswell              | Joshua Berry         |
| 2013  | Michael Valgren      | Nathan Brown             | Jasper Stuyven       |
| 2014  | Anthony Turgis       | Dylan Teuns              | Tao Geoghegan Hart   |
| 2015  | Guillaume Martin     | Silvio Herklotz          | Tao Geoghegan Hart   |
| 2016  | Logan Owen           | Pavel Sivakov            | Ruben Guerreiro      |
| 2017  | Bjorg Lambrecht      | James Knox               | Lucas Hamilton       |
| 2018  | João Almeida         | Andrea Bagioli           | Alexys Brunel        |
| 2019  | Kevin Vermaerke      | Viktor Verschaeve        | Tobias Foss          |
| 2020  | annulé               | annulé                   | annulé               |
| 2021  | Leo Hayter           | Rick Pluimers            | Tobias Johannessen   |
| 2022  | Romain Grégoire      | Lennert Van Eetvelt      | Gwen Leclainche      |
| 2023  | Francesco Busatto    | Antoine Huby             | Davide De Pretto     |
| 2024  | Joseph Blackmore     | Robin Orins              | Jørgen Nordhagen     |
| 2025  | Jarno Widar          | Senna Remijn             | Simone Gualdi        |